# Castillo de Sparrenburg

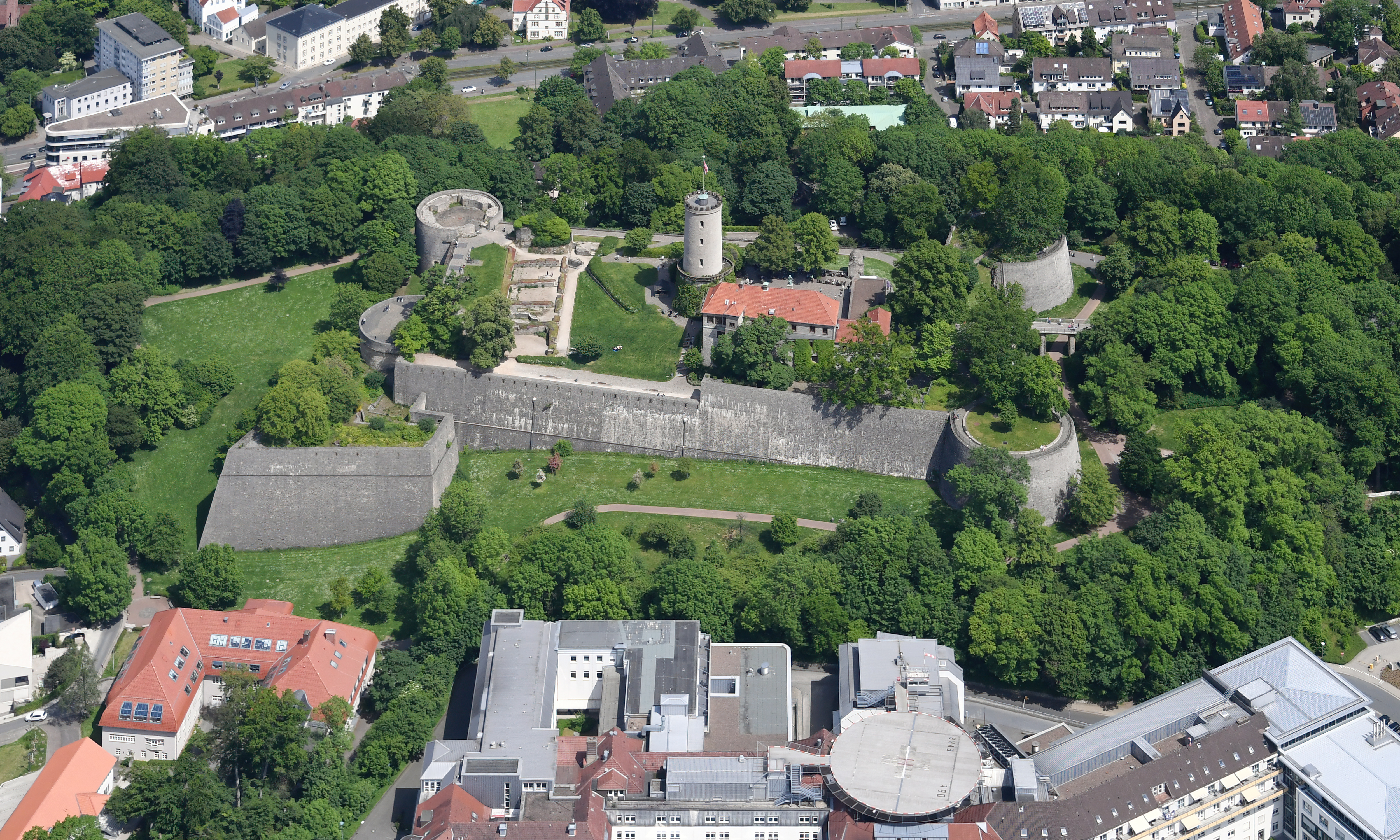
Vista aérea del castillo de Sparrenburg.

Con el nombre de Sparrenburg se conoce un castillo medieval situado en la ciudad de Bielefeld, Alemania. El castillo fue construido entre 1240 y 1250 por los Condes de Ravensberg.
El castillo ha sido reconstruido numerosas veces. Aunque a menudo ha sido sitiado, nunca ha sido ocupado. Después de extensos trabajos de restauración, el castillo se presenta hoy como un imponente sitio histórico. Los visitantes pueden explorar el vasto sistema de sus pasajes subterráneos y subir a la torre para disfrutar de una magnífica vista de la ciudad de Bielefeld y sus alrededores. El castillo también es popular para celebrar bodas y otras funciones.
Debido a su importancia estratégica, fue ocupado por las Provincias Unidas de los Países Bajos en noviembre de 1615, en diciembre de 1623 por las tropas españolas, el ejército sueco en 1637, que la ceden a Francia en 1642. La Paz de Westfalia, confirma la posesión del castillo a Brandeburgo-Prusia.